# Фейн, Сибил, графиня Уэстморленд
Сиби́л Мэ́ри Фе́йн, графи́ня Уэ́стморленд 	(англ. Sybil Fane, Countess of Westmorland; 20 августа 1871, Лондон — 21 июля 1910) — британская аристократка и светская львица.

## Биография
Сибил Фейн (урож. Сент-Клер Эрскин) была четвёртым ребёнком в семье Роберта Сент-Клера Эрскина, 4-го графа Росслин и его супруги Бланш Аделизы Фицрой.
28 мая 1892 года вышла замуж за Энтони Фейна, 13-го графа Уэстморленд и после свадьбы приняла титул графини Уэстморленд. У супругов было 4 детей:
- Вер Фейн (25 марта 1893 — 12 мая 1948), 14-й граф Уэстморленд (1922—1948);
- Леди Энид Виктория Рэйчел Фейн (24 апреля 1894 — 9 сентября 1969), вышла замуж за майора Герберта Брока Тернора;
- Дост. Маунтджой Джон Чарльз Веддерберн Фейн (8 октября 1900 — 9 октября 1963);
- Леди Вайолет Глория Сибил Фейн (11 апреля 1902 — 9 сентября 1969);

В июле 1897 года графиня Уэстморленд присутствовала на балу у герцогини Девонширской. Бал был организован в честь 60-летнего правления королевы Виктории и стал одним и самым экстравагантным балом в истории. Поскольку гостей просили присутствовать в образах персонажей истории или персонажей мифологии, Сибил была одета в костюм древнегреческой богини Гебы с чучелом орла на плече и держала в руках золотую чашу.
Скончалась 21 июля 1910 года в возрасте 38 лет, похоронена в Рослинской капелле.